# 알렉산드르 알레힌

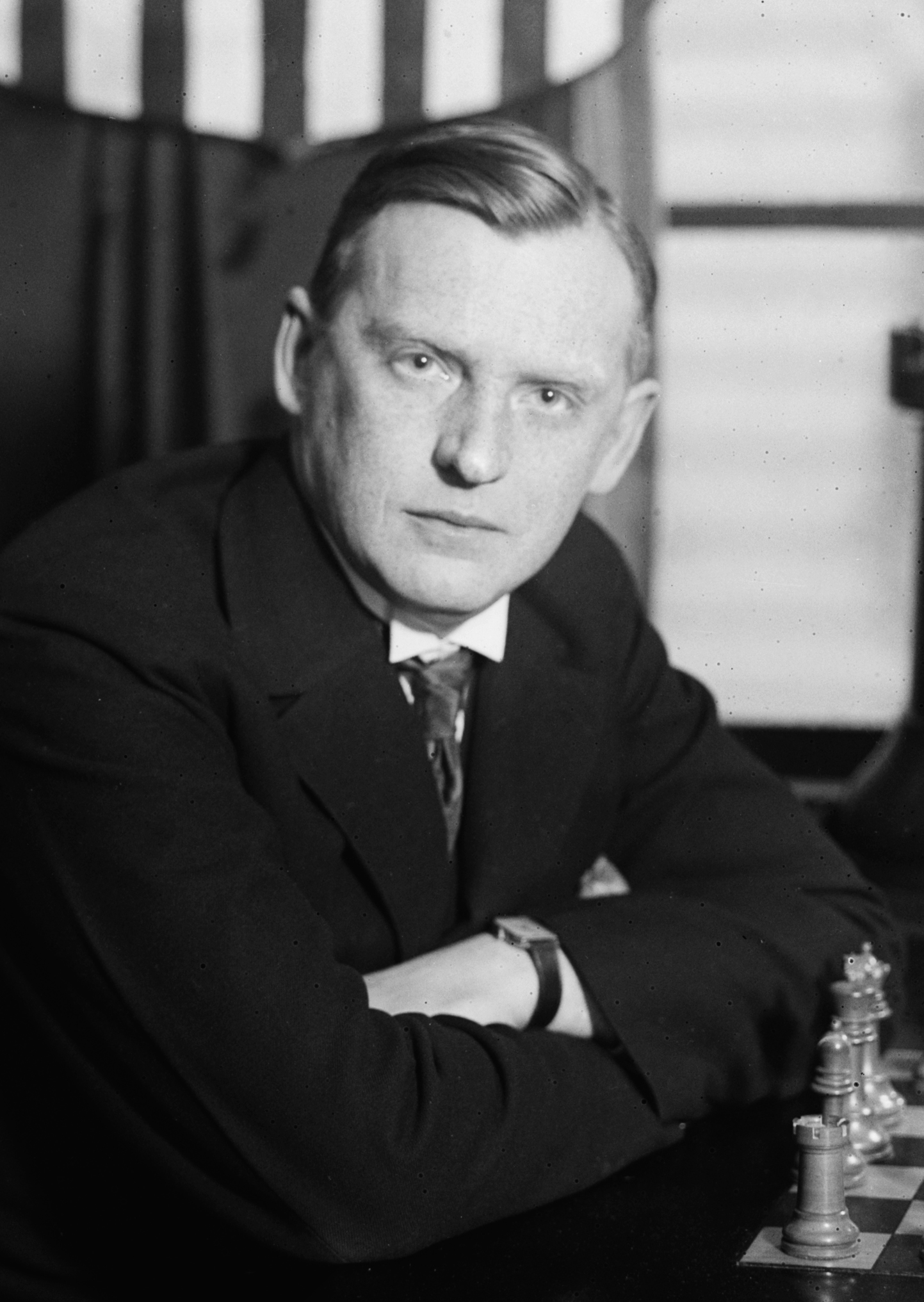
알렉산드르 알레힌

알렉산드르 알렉산드로비치 알레힌(러시아어: Алекса́ндр Алекса́ндрович Але́хин, 영어: Alexander Alekhine, 1892년 10월 31일 ~ 1946년 3월 24일)은 제 4대 세계 체스 챔피언이다.

## 저서
알레힌은 체스에 관한 책을 20권 이상 썼다. 그 가운데 잘 알려진 서적은 다음과 같다:
- Alekhine, Alexander (1985). 《My Best Games of Chess 1908-1937》. Dover. ISBN 0-486-24941-7. 원래는 두 권으로 출시되었음: My Best Games of Chess 1908-1923, My Best Games of Chess 1924-1937
- Alekhine, Alexander (1968). 《The Book of the Hastings International Masters' Chess Tournament 1922》. Dover. ISBN 0-486-21960-7.
- Alekhine, Alexander (1961). 《The Book of the New York International Chess Tournament 1924》. Dover. ISBN 0-486-20752-8.
- Alekhine, Alexander (1962). 《The Book of the Nottingham International Chess Tournament》. Dover. ISBN 0-486-20189-9.
- Alekhine, Alexander (1973). 《The World's Chess Championship, 1937》. Dover. ISBN 0-486-20455-3.

1938년 이후 출판한 게임 분석은 에드워드 윈터가 편집하여 1980년에 서적으로 출판하였다:
- Alekhine, Alexander & Edward Winter (1992). 《107 Great Chess Battles 1939-1945》. Dover. ISBN 0-486-27104-8.

## 같이 보기
- 세계 체스 선수권 대회